# Calle Pamplona
La  Calle Pamplona es una pequeña calle de sentido oeste y este localizada en el Residencial Los Robles, Managua, Nicaragua. Su nombre se debe en honor a la ciudad de Pamplona, España.

## Trazado
La Calle Pamplona inicia desde la intersección en una calle que no posee nombre y culmina Avenida El Chipate, en el Residencial Los Robles.

## Barrios que atraviesa
La calle por ser pequeña sólo atraviesa el Residencial Los Robles.